# والتر ميركادو
والتر ميركادو (بالإنجليزية: Walter Mercado) هو راقص أمريكي، ولد في 9 مارس 1932 في بونس، بورتوريكو في الولايات المتحدة.

## وصلات خارجية
- والتر ميركادو على موقع IMDb (الإنجليزية)
- والتر ميركادو على موقع نتفليكس (الإنجليزية)
- والتر ميركادو على موقع إن إن دي بي (الإنجليزية)
- والتر ميركادو على موقع قاعدة بيانات الفيلم (الإنجليزية)